# Martyn Poliakoff
Sir Martyn Poliakoff (16 dicembre 1947) è un chimico inglese.
Lavora sullo sviluppo di processi e materiali ecologicamente sostenibili. I temi centrali del suo lavoro sono i fluidi supercritici, la spettroscopia infrarossa e i laser.
È professore ordinario di ricerca in Chimica presso l'Università di Nottingham. Il suo gruppo di lavoro è composto da diversi membri del personale, assegnisti di ricerca post-dottorato, dottorandi e studenti stranieri. Oltre ad effettuare ricerche presso l'Università, è un divulgatore che insegna, tra l'altro, la Chimica verde, campo dove si concentrano maggiormente le sue ricerche.

È stato nominato Commendatore dell'ordine dell'Impero Britannico nel 2008.

## Carriera accademica
Ha iniziato la sua carriera come studente al King's College di Cambridge ottenendo la laurea nel 1969 e un dottorato di ricerca nel 1973 sotto la supervisione di J.J. Turner. Nel 1972 è stato nominato assistente di ricerca presso il Dipartimento di Chimica Inorganica dell'Università di Newcastle upon Tyne. È stato promosso assistente senior nel 1973 e poi a una posizione di ruolo nel 1975. Nel 1979 è stato nominato supervisore-insegnante presso il Dipartimento di Chimica dell'Università di Nottingham. Nel 1991 è diventato Professore di Chimica. È anche professore onorario di Chimica presso l'Università statale di Mosca.

## Divulgazione scientifica
Poliakoff è il narratore di una serie di video chiamati The Periodic Table of Videos che hanno lo scopo di avvicinare il pubblico agli elementi chimici della tavola periodica. Il progetto è ora stato esteso alla descrizione delle principali molecole e alla spiegazione di fenomeni chimici.

## Famiglia
Poliakoff è nato da una madre inglese, Ina (nata Montagu), e un padre russo, Alexander Poliakoff, entrambi ebrei. Poliakoff ha due figli: Ellen (docente di Psicologia presso l'Università di Manchester) e Simon (insegnante di Fisica). Suo fratello Stephen è uno sceneggiatore e regista.